# Estancia San Ambrosio
La Estancia San Ambrosio o Estancia El Durazno es una tradicional estancia ubicada en la provincia de Córdoba, Argentina, a 30 km de la ciudad de Río Cuarto. 

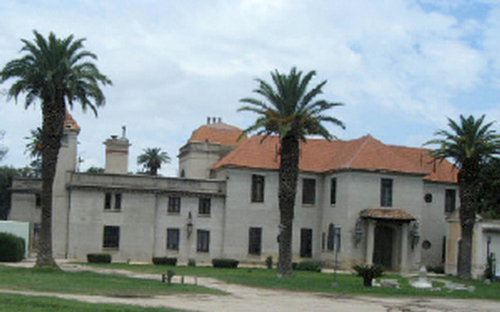
El casco de la Estancia El Durazno, donde vivieron Ambrosio Olmos y su esposa Adelia María Harilaos de Olmos.

## Historia
Hacia fines del siglo XIX, el comerciante y terrateniente cordobés Ambrosio Olmos adquirió, merced a sus giros comerciales, unas 11.000 hectáreas de campo ubicadas en una zona cercana a la ciudad de Río Cuarto, que destinó a la cría intensiva de ganado para proveer al Ejército Nacional en la frontera con el indio.
Una vez fallecido Olmos, en 1906, su esposa y viuda, Adelia María Harilaos de Olmos heredó estas tierras, convirtiéndola en una moderna estancia, desde antes conocida como «Estancia El Durazno».
Con el pasar de los años, Adelia María Harilaos de Olmos fue generando mejoras en este terreno, al incluirle distintas instalaciones y comodidades entre los años 1910 y 1920 tales como un palacio familiar, una piscina, una capilla, un salón de té, una usina para el uso privado, una torre mirador y un invernáculo. Toda esta responsabilidad administrativa cayó en manos de su mayordomo Samuel Andrew, padre de Edgard Andrew, el único pasajero argentino que viajaba en el Titanic.
 

En los años 40, se hizo cargo del puesto de su padre, Wilfred Andrew, hijo de Samuel y hermano de Edgard, quien donó todas estas tierras, por encargo testamentario de la viuda de Olmos en 1949, a la Congregación Salesiana de Don Bosco, aunque la donación sólo supuso 5.000 de las 11.000 hectáreas de la propiedad.

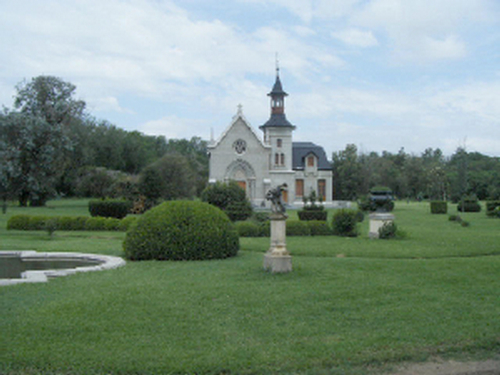
Iglesia gótica en la Estancia Residencial El Durazno.

En 1951 se establecieron los sacerdotes Salesianos con el fin de convertir las instalaciones construidas para ser aprovechadas como una escuela agrotécnica, cumpliendo así el sueño de Adelia María Harilaos de Olmos de realizar esta obra benéfica. que lleva el nombre de «Escuela Agrotécnica Salesiana "Ambrosio Olmos"».

## Ubicación
La Estancia Salesiana San Ambrosio se encuentra a 30 km al sur del centro de la ciudad de Río Cuarto.
Para acceder a este lugar se debe ingresar desde la plaza central de Río Cuarto por Constitución, luego Avenida Italia y finalmente Avenida Sabattini en sentido norte-sur hasta llegar a la RN 8, donde se desvía hacia el este y luego tomar un camino de tierra antes de llegar al Aero Club Río Cuarto que corre paralelamente en sentido sureste con las vías del ferrocarril. Este camino de tierra conocido como “Camino Ancho” lleva primero, a la Estación La Gilda, ubicada a unos 18 km de la Estancia San Ambrosio. Siguiendo por este camino, se llega a la Estación San Ambrosio, distante de unos 5 km al suroeste de la Estancia “El Durazno”. Allí se desvía hacia el noreste, por el camino denominado como “Avenida de los Plátanos”, hasta arribar finalmente al acceso principal de la Estancia Salesiana Don Bosco, conocida anteriormente como “Estancia El Durazno”.

## Principales edificios
- Palacio familiar: construido en 1917. Utilizado como noviciado salesiano desde 1955 a 1962. Actual palacio oratorio del colegio.
- Capilla: levantada en 1912, pero no fue utilizada hasta 1941.
- Casa de té: construida en 1921. Se utiliza para las actividades de apicultura.
- Piscina: inaugurada en 1919.
- Lago artificial: parque construido 1924. Sus aguas se desviaban por medio de acequias desde el río Cuarto.
- Torre	mirador: actual tanque dispensador de agua.
- Usina eléctrica: actual fábrica de lácteos artesanales (quesos y dulces).
- Cabaña de toros: actual comedor del colegio Salesiano de San Ambrosio.
- Cremería: actual tambo destinado a la producción lechera.